# 라즈베리 타임즈
《라즈베리 타임즈》는 2004년에 방영된 한일 합작 애니메이션이며 국내에서는 일본 방영 6개월후인 2004년에 방영했다.

## 등장 인물
- 샌디(성우: 박영희)
- 클라우드(성우: 홍소영)
- 너츠(성우: 엄상현)
- 라임(성우: 정재헌)
- 클로브(성우: 김장)
- 자스민(성우: 지미애)
- 시나몬(성우: 김희선)
- 바질(성우: 최문자)
- 샌디의 엄마(성우: 김희선)
- 샌디의 아빠(성우: 엄상현)
- 초코(성우: 지미애)
- 민트(성우: 최문자)
- 선생님(성우: 조현정)